# جمشید محبی
جمشید محبی (زادهٔ ۱۳۳۱در اصفهان) نوازندهٔ تمبک اهل ایران است.
پدرش از نوازندگان تار و هم‌پای تارنوازانی چون اکبر نوروزی و جلیل شهناز بود و مقدمات موسیقی را به فرزندش آموخت. جمشید محبی فراگیری کتاب آموزش تنبک حسین تهرانی را نزد حسین پورابوطالب به پایان رساند و سپس در سال ۱۳۵۷ به شاگردی ناصر فرهنگ فر درآمد که این همراهی تا پایان عمر ناصر فرهنگ فر ادامه داشت. جمشید محبی پس از فراگیری شیوهٔ ناصر فرهنگ فر در نوازندگی صاحب سبک شد.
جمشید محبی در کنار تنبک به نوازندگی سه‌تار نیز می‌پردازد، او سه‌تار را نزد محمدرضا لطفی، حسین علیزاده و عطا جنگوک آموخته‌است.
جمشید محبی در زمینه آموزش، شاگردان بسیاری را به جامعهٔ هنریِ موسیقی ایران عرضه داشته که در این میان می‌توان از هومن کولیوند، مسعود سنجری، مجید حسابی، افشین یداللهی، غلامرضا صدرالدینی، مرتضی قاسمی، همایون شجریان، داریوش اسحاقی، سعید سرتائی(سعدی)، سینا سرلک، اکبر صادقی نادی، حسین قربانی، مسیح فروزمهر، بابک سنجری، محمد بنایی، بهنام سامانی، سیامک بنایی، فرید خردمند، همایون نصیری، و محمد امین کمانی  سهیل اله دادیان و امیرقاضی زاهدی نام برد.
جمشید محبی در زمینهٔ ساخت و تعمیرات تخصصی تمبک از سال ۱۳۶۳ با ایجاد کارگاه ساخت تمبک و سپس همکاری با رحیم شیرانی اقدام به تولید سازهای کوبه‌ای کرد.

## فعالیت‌ها
محمدامین کمانی از جمشید محبی خبرداد: هم‌اکنون مشغول تألیف و تدوین دفتر تمبک می‌باشد که کمک‌های حسین قربانی دراین زمینه ستودنی است.
گوشه‌ای از فعالیت‌های جمشید محبی عبارت‌است از:
- اجرای کنسرت در سال ۱۳۵۱ به همراه تاج اصفهانی و حسن کسایی
- یکی از مؤسسان هنرستان موسیقی اصفهان در سال ۱۳۶۱
- سرپرستی گروه سازهای کوبه‌ای از سال ۴۸ تا ۵۷ و کسب مقام نخست توسط این گروه در چند جشنواره بین سال‌های ۴۸ تا ۵۶، از جمله مقام نخست در جشن توس و اردوهای رامسر.
- مقام نخست گروه کوبه‌ای در سریلانکا
- از اعضای گروه عارف (پرویز مشکاتیان)
- اجرای قطعه نوروز در سال ۱۳۶۲ به سرپرستی و آهنگ‌سازی حسین علیزاده
- اجرای کنسرت‌های متعدد به همراه محمدرضا شجریان، جمشید عندلیبی و داریوش پیرنیاکان در ایران، آلمان، فرانسه، هلند، انگلیس، دانمارک
- اجرای کنسرت در سال ۱۳۷۶ در کانادا همراه با پرویز مشکاتیان
- اجرای کنسرت در پاییز ۱۳۸۶ به خوانندگی رامبد صدیف در تالار وحدت

## آلبوم‌ها
نوازندگی در آلبوم‌های:
- آتش دل به خوانندگی علیرضا افتخاری
- بی‌قرار از ساخته‌های جلیل عندلیبی و خوانندگی شهرام ناظری
- ساقی‌نامه ۱ به آهنگسازی کامبیز روشن روان و خوانندگی شهرام ناظری
- جامه دران به آهنگسازی کیوان ساکت
- نورجان به آهنگسازی داود آزاد
- صبح مشتاقان به آهنگسازی پرویز مشکاتیان و خوانندگی علی جهاندار
- وطن من به آهنگسازی پرویز مشکاتیان و خوانندگی ایرج بسطامی
- سرو آزاد به همراه پرویز مشکاتیان
- کنج صبوری به آهنگسازی پرویز مشکاتیان و خوانندگی علی رستمیان
- دو نوازی (همایون) به همراه پرویز مشکاتیان
- بیداد، به آهنگسازی پرویز مشکاتیان و خوانندگی محمدرضا شجریان (همنوازی با استاد غلام‌حسین بیگجه‌خانی)